# Championnat d'Irlande féminin de football
La Women's National League (WNL) est le championnat féminin de football de plus haut niveau en Irlande, organisée par la FAI depuis 2011.
Jusqu'alors l'Irlande n'organisait pas de championnat national. C'est la coupe d'Irlande qui représentait le plus haut niveau du football féminin dans le pays et qui donnait un accès à la Ligue des champions.

## Naissance de la compétition
La fédération d'Irlande de football annonce en août 2011 la création du premier championnat d’Irlande de football féminin. La compétition est censée débuter en novembre de la même année,.
Lors d'un de ses meetings de travail de décembre 2010, l’UEFA décide d’aider chaque nation la composant par une subvention de 100 000 € dans le cadre de son programme de développement du football féminin. L’Irlande est un des quatre pays à bénéficier d’une aide supplémentaire de 50 000 €, aide spécifiquement desinée à la création d’un championnat national,.
Les équipes inscrites sont au nombre de sept. Cependant, bien qu'un temps pressentie pour participer au championnat, l'équipe de St Joseph qui s'appuyait sur le club masculin des Bray Wanderers n'est finalement pas retenue par la fédération.
Lorsque la compétition entre dans le vif du sujet, à l'occasion de sa présentation officielle par le Ministre du Tourisme et des Sports Michael Ring à l'Aviva Stadium, six équipes sont donc en lice. La première journée du championnat est programmée pour le 13 novembre 2011.
Les équipes de la première édition
| Équipe                                 | Ville     | Stade             |
| -------------------------------------- | --------- | ----------------- |
| Castlebar Celtic Women's football Club | Castlebar | Celtic Park       |
| Cork Women's Football Club             | Cork      | Eamonn Deacy Park |
| Peamount United Football Club          | Dublin    | Greenogue         |
| Raheny United Football Club            | Dublin    | St. Anne's Park   |
| Shamrock Rovers Ladies Football Club   | Dublin    | Tallaght Stadium  |
| Wexford Youths Women's AFC             | Wexford   | Ferrycarrig Park  |

### Les changements d'équipes

Ancien logo.

Le DLR Waves Football Club rejoint le championnat pour la saison 2012-2013 et le Galway Women Football Club la saison suivante. Au commencement de la saison 2014-2014 le club de Cork devient la section féminine du Cork City Football Club et change de nom. Au même moment est annoncé la fusion entre le DLR et l'UCD avec là aussi un changement de dénomination (UCD Waves). De son côté le Shamrock Rovers Ladies Football Club abandonne le football de haut niveau. En janvier 2015, la FAI annonce sa volonté d'élargir le championnat. Kilkenny United Women's Football Club intègre donc la compétition. Au cours de la saison 2015, le Raheny United Football Club fusionne avec le Shelbourne FC pour devenir le Shelbourne Ladies Football Club. Au cours de la saison 2015-2016 le Castlebar Celtic Women's football Club déclare forfait après neuf journées car il n'est plus capable de rassembler une équipe en nombre suffisant. Le Limerick Women's Football Club rejoint le championnat pour la saison 2018. Le championnat se dispute à partir de cette date avec huit équipes. Pour sa dixième saison, le championnat accueille un nouveau participant, la section féminine de l'Athlone Town Football Club. Le club qui concourait depuis deux saisons dans le championnat d'Irlande des moins de 17 ans se lance dans la catégorie Senior. La saison 2020 connait d'autres changement majeurs : Kilkenny United Women's Football Club voit sa licence annulée pour des raisons administratives et sportives. l'équipe quitte donc le championnat après cinq saisons. le Bohemian FC intègre la compétition. Le championnat passe donc à neuf équipes.
Le 10 décembre 2021, les Sligo Rovers annoncent que leur candidature pour intégrer le championnat a été acceptée par la fédération pour la saison 2022. Pour la première fois de son histoire, le championnat passe à dix équipes.
Le 7 octobre 2022 les Shamrock Rovers confirment leur candidature pour intégrer le championnat pour la saison 2023. Ils nomment un entraîneur Collie O’Neill pour construire une équipe. Depuis leur retrait du haut niveau, les Rovers n'entretiennent plus qu'une équipe en moins de 17 ans et une autre en moins de 19 ans.
Le 8 novembre 2022 la FAI annonce deux changements pour la saison 2023. Le Galway Women Football Club arrête la compétition et est immédiatement remplacé par le Galway United Football Club qui créé une équipe féminine. Dans le même temps la candidature du Shamrock Rovers Ladies Football Club est acceptée. L'équipe réintègre le championnat après une dizaine d'années d'absence.
Le 16 décembre 2025, la FAI publie le calendrier de la nouvelle saison , intégrant la présence d'un nouveau club. Il s'agit du club de Waterford, un club lié à la structure masculine du Waterford Football Club. Le club avait été invité en juin 2024 à déposer un dossier de candidature

## Sponsoring
La société nationale de transport par bus, Bus Éireann, devient le sponsor principal et donne son nom à l'épreuve dès sa création en 2011.
La société Continental Tyres lui succède à l'été 2014. La compétition est alors renommée pour devenir la "Continental Tyres Women's National League".
En mars 2019, la fédération d'Irlande de football signe un nouveau contrat de sponsoring pour le championnat. Le groupe hôtelier Só Hotels prend la suite de Continental Tyres. Le nom commercial officiel de la compétition devient donc Só Hotels Womens National League.

## Palmarès

### Liste des championnes
| Saison    | Champion                            | Meilleure buteuse             | Meilleure joueuse |
| 2011-2012 | Peamount United Football Club (1)   | Stephanie Roche (24) Peamount | Sara Lawlor       |
| 2012-2013 | Raheny United Football Club (1)     | Sara Lawlor (28) Peamount     | Sara Lawlor       |
| 2013-2014 | Raheny United Football Club (2)     | Stephanie Roche (?) Peamount  | Julie-Ann Russell |
| 2014-2015 | Wexford Youths Women's (1)          | Áine O'Gorman (25) UCD        | Áine O'Gorman     |
| 2015-2016 | Wexford Youths Women's (2)          | Áine O'Gorman (17) UCD        | Karen Duggan      |
| 2016      | Shelbourne Ladies Football Club (1) | Amber Barrett (16) Peamount   | Noelle Murray     |
| 2017      | Wexford Youths Women's (3)          | Amber Barrett (16) Peamount   | Amber Barrett     |
| 2018      | Wexford Youths Women's (4)          | Amber Barrett (30) Peamount   | Rianna Jarrett    |
| 2019      | Peamount United Football Club (2)   | Rianna Jarrett (26) Wexford   | Rianna Jarrett    |
| 2020      | Peamount United Football Club (3)   | Áine O'Gorman (14) Peamount   | Karen Duggan      |
| 2021      | Shelbourne Ladies Football Club (2) | Áine O'Gorman (16) Peamount   | Kylie Murphy      |
| 2022      | Shelbourne Ladies Football Club (3) | Áine O'Gorman (23) Peamount   | Emily Corbet      |
| 2023      | Peamount United Football Club (4)   | Dana Scheriff (13) Athlone    | Sadhbh Doyle      |
| 2024      | Athlone Town Ladies                 | Jenna Slattery (10) Galway    | Julie-Ann Russell |
| 2025      |                                     |                               |                   |

### Liste des meilleures buteuses
La classement des meilleures buteuses du championnat prend en compte l'ensemble des buts marqués dans la compétition depuis sont lancement en 2011. Le classement est dominé par Áine O'Gorman qui avant le commencement de la saison 2025 compte 204 buts marqués. Elle a été à cinq reprises la meilleure buteuse du championnat.
| Rang | Nom                | Buts | Début | Fin      |
| ---- | ------------------ | ---- | ----- | -------- |
| 1    | Áine O'Gorman      | 204  | 2011  | en cours |
| 2    | Stephanie Roche    | 106  | 2011  | 2024     |
| 3    | Noelle Murray      | 104  | 2011  | en cours |
| 5    | Kylie Murphy       | 89   | 2011  | en cours |
| 4    | Amber Barrett      | 88   | 2014  | 2019     |
| 6    | Rianna Jarrett     | 83   | 2011  | en cours |
| 7    | Eleanor Ryan Doyle | 77   | 2014  | 2021     |
| 8    | Lynsey McKey       | 70   | 2011  | en cours |
| 9    | Saoirse Noonan     | 62   | 2015  | 2022     |
| 10   | Claire O'Riordan   | 61   | 2013  | 2018     |